# Hans Domcke
Hans Domcke (* 24. Januar 1923 in Döbeln; † 3. April 2010 in Passau) war ein deutscher Jurist und Funktionär des Deutschen Alpenvereins (DAV).

## Leben
Domcke legte 1941 in St. Pölten die Reifeprüfung ab und wurde anschließend zum Arbeitsdienst und Wehrdienst eingezogen und an der Ostfront eingesetzt, wo er 1942 verwundet wurde. Nach Kriegsende studierte er Rechtswissenschaften an der Universität Wien, wechselte dann nach Innsbruck und zuletzt an die Universität München, wo er das zweite juristische Staatsexamen ablegte. In dieser Zeit war er als Assistent bei Willibalt Apelt in München tätig.
1949 erhielt Hans Domcke eine Stelle als Richter am Land- und am Amtsgericht München. 1955 erfolgte seine Ernennung zum Ministerialrat im bayerischen Justizministerium. Daneben war er als Dozent an der Hochschule für Politische Wissenschaften in München tätig. Von 1969 bis 1980 wirkte Hans Domcke als Vizepräsident am Oberlandesgericht München. Seit 1. Juni 1970 war er außerdem Generalsekretär des Bayerischen Verfassungsgerichtshofes.
1980 wurde er zum Präsidenten des Oberlandesgerichts München berufen. 1985 trat er mit 62 Jahren in den beruflichen Ruhestand.
In seiner Freizeit war er u. a. im Deutschen Alpenverein (DAV) aktiv, dem er 1947 beigetreten war. Von 1965 bis 1973 war er Erster Vorsitzender der Sektion Ebersberg-Grafing des DAV. 1967 wurde er Vorstandsmitglied des DAV, wo er zunächst als Rechtsreferent und ab 1973 als Dritter Vorsitzender wirkte. Von 1978 bis 1981 war er Vizepräsident des DAV.

## Schriften (Auswahl)
- Die Rechtsordnung. Olzog, München, Wien 1965.
- Verfassung und Verfassungsrechtsprechung. Festschrift zum 25jährigen Bestehen des Bayerischen Verfassungsgerichtshofes, hrsg. vom Bayer. Verfassungsgerichtshof. München o. J. [1972].

## Ehrungen
- Großes Verdienstkreuz der Bundesrepublik Deutschland
- Bayerischer Verdienstorden